# Троа
Троа̀ (на френски: Troyes, на френски се изговаря по-близко до Труа) е град в Североизточна Франция.
Намира се в регион Гранд Ест. Главен административен център е на департамент Об. Население 61 823 жители от преброяването през 2007 г.
Основан е през 4 век. Има много средновековни архитектурни забележителности сред, които е и катедралата построена през 13 век. Градската библиотека е с много добра колекция.
Пристанище на река Сена. Шосеен и жп възел. Текстилен център. Машиностроене и хранително-вкусова промишленост.

## Спорт
Представителният футболен отбор на града носи името „Троа ОШ“ (пълно име Espérance Sportive Troyes Aube Champagne, съкратено „ЕСТОШ“).

## Известни личности
Родени в Троа
- Пиер Миняр (1612 – 1695), художник
- Тибо I (1201 – 1253), крал на Навара
- Жан Тирол (р. 1953), икономист
- Кретиен дьо Троа (1160 – 1191), писател
- Урбан IV (1197 – 1264), папа

Починали в Троа
- Анри I (1127 – 1181), граф на Шампан
- Белина (? – 1135), мъченица
- Тибо III (1179 – 1201), граф на Шампан